# Pachymelus limbatus
Pachymelus limbatus är en biart som beskrevs av Henri Saussure 1890. Pachymelus limbatus ingår i släktet Pachymelus och familjen långtungebin. Inga underarter finns listade i Catalogue of Life.